# Чисельні методи в механіці рідини
Гідроаеродинаміка регулюється рівнянням Нав'є-Стокса. Це набір пов'язаних, нелінійних рівнянь з частинними похідними відносно основних законів збереження маси, імпульсу і енергії. Невідомими, як правило, є швидкість потоку, тиск, щільність і температура. Аналітичний розв'язок цього рівняння неможливо отримати, тому вчені вдаються до лабораторних експериментів. Тим не менше, отримані розв'язки  зазвичай якісно відрізняються оскільки важко забезпечити водночас динамічну та геометричну подібність між лабораторним експериментом та прототипом. Крім того, дизайн та конструкція таких експериментів можуть бути  достатньо затратними, зокрема для багатошарових обертових потоків. Обчислювальна гідродинаміка (CFD) є додатковим інструментом в арсеналі вчених. У перші роки використання CFD було спірним, оскільки в ній використовується додаткове наближення для визначальних рівнянь і підняв додаткові (законні) питання. На даний момент CFD є одною з дисциплін поруч з теоретичними та експериментальними методами. Ця позиція в значній мірі спричинена експоненціальним зростанням обчислювальної потужності комп'ютерів, що дозволило вирішувати складніші проблеми.

## Дискретизація
Центральним процес в CFD є процес дискретизації. Таким чином, замість того, щоб знаходити розв'язок на усьому часовому проміжку, достатньо знаходити розв'язки з певним періодом на скінченній кількості моментів часу. Рівняння з частинними похідними потім зводиться до системи алгебраїчних рівнянь, які з легкістю розв'язуються на комп'ютері. Процес дискретизації породжує похибки. Характер і характеристики похибок необхідно контролювати для того, щоб гарантувати, що:
- ми розв'язуємо правильне рівняння;
- похибка зменшується із збільшенням кількості ступенів свободи  (стійкість та збіжність).

Після того, як ці два критерії встановлені, можна використовувати потужність обчислювальних машин, для розв'язання цієї задачі числовим методом. Для різних задач було розроблено різні методи дискретизації. Найбільш значущими методами для даної задачі є: скінченно різницеві методи, методи скінченних об'ємів, методи скінченних елементів, а також спектральні методи.

## Метод скінченних різниць
Обчислення нескінченно малих границь похідних функцій можна замінити скінченними різницями: 
{\displaystyle \lim _{\Delta x\to 0}f'(x)={\frac {f(x+\Delta x)-f(x)}{\Delta x}}}
із скінченним наближенням.
{\displaystyle f'(x)={\frac {f(x+\Delta x)-f(x)}{\Delta x}}+O(\Delta x)}
Де {\displaystyle O(\Delta x)} величина похибки, котра залежить від розміру сітки.В цьому випадку, похибка зменшується вдвічі, якщо крок сітки зменшується вдвічі _x, і ми говоримо, що це метод першого порядку. Більшість МСР на практиці використовується, принаймні, другого порядку точності. Метод скінченних різниць залишається найпопулярнішим чисельним методом розв'язання рівнянь в частинних похідних через його простоту, ефективність та низьку обчислювальну складність. його основний недолік полягає в його геометричній негнучкості, що ускладнює його застосування в загальних складних областях. Подібні проблеми можуть бути вирішені шляхом використання простих методів відображення і / або маскування, щоб відповідати обчислювальній сітці в розрахунковій області. 

## Метод скінченних елементів
Метод кінцевих елементів був розроблений для розв'язання задач зі складними обчислювальними областями. МСЕ спочатку зводиться в варіаційної форми, яка по суті змушує середню похибку загальних обчислень. Крок дискретизації відбувається шляхом ділення розрахункової області на елементи трикутної або прямокутної форми. Розв'язання в рамках кожного елемента інтерполюється з поліномом зазвичай низького порядку. Знову ж, невідомими є розв'язки в точках колокації. CFD співтовариство прийняло МСЕ в 1980-х роках, коли було розроблені надійно методи боротьби з проблемою адвекції.

## Спектральний метод
Методи скінченних елементів та методи скінченних різниць низького порядку, як правило, 2-го - 4-го порядку, і мають локальні властивості апроксимації. Локальні означає, що конкретна точка колокації залежать від обмеженого числа точок навколо неї. На противагу цьому, спектральний метод неперервним. Функції інтерполяції, або поліноми або тригенометричні функції є неперервними. Їх головні переваги в швидкості збіжності, яка залежить від їх гладкості (тобто, кількості існування неперервних похідних). Для неперервно гладкої функції, похибка зменшується експоненціально. Спектральні методи в основному використовуються в розрахунках однорідної турбулентності, і вимагають відносно простих геометричних форм. Атмосферна модель також прейняла спектральні методи через їх властивості збіжності і правильні сферичні форми їх розрахункової області.

## Метод скінченних об'ємів
Методи скінченних об'ємів в основному використовуються в аеродинамічних обчисленнях, де відбуваються сильні удари і стрибки в розчині. Методи скінченних об'ємів вирішує інтегральну форму основних рівнянь, так що властивість локальної неперервності не є необхідною.

## Обчислювальна складність
Обчислювальний час, для вирішення системи рівнянь істотно відрізняється для різних методів. Метод скінченних різниць, як правило, найменш затратний в розрахунку на основі точки сітки на відміну від методу скінченних елементів і спектральним методом. Спектральні методи забезпечують більшу точність в розрахунку на основі точки сітки, ні відміну від МСЕ або СРМ. Порівняння є більш доречним, якщо питання стоїть наступним чином, «яка складність обчислення для досягнення заданого рівня похибки?». Проблема досягнення певного рівня похибки стає однією з найвищих в загальному випадку.

## Пряме Ейлерове наближення
{\displaystyle {\frac {u^{n+1}-u^{n}}{\Delta t}}\approx \kappa u^{n}}
 Рівняння є явним наближенням до вихідного диференціального рівняння, так як немає ніякої інформації про невідому функції в майбутньому  (n + 1)t яка використовується в правій частині рівняння. Для того, щоб отримати похибку наближення, необхідно знову звернутися до ряду Тейлора.

## Зворотні різниці
Це приклад неявного методу, оскільки невідоме значення  u(n + 1) було використано при оцінці нахилу розв'язку з правої сторони; це не є проблемою, щоб вирішити для u(n + 1)  в скалярному і лінійному випадку. Для більш складних ситуацій, таких як нелінійна права сторона або системи рівнянь, нелінійна система рівнянь може бути оберненою.